# Landsmeer
Landsmeer (anhörenⓘ) ist ein Dorf und eine Gemeinde in der Region Waterland in der niederländischen Provinz Nordholland. Die Gemeinde zählt 11.748 Einwohner (Stand 1. Januar 2025), ihr Gebiet umfasst 26,5 km², davon sind 4,06 km² Wasserfläche.
1966 wurden die Gemeindeteile südlich der A10 nach Amsterdam eingemeindet. Landsmeer gehört zum „Kaderwetgebied“ Regionaal Orgaan Amsterdam (Abkürzung: ROA), einer überkommunalen und teilweise auch überprovinzialen Arbeitsgemeinschaft von 16 Städten mit zusammen mehr als einer Million Einwohnern rund um Amsterdam. Landsmeer liegt teilweise im Naturschutzgebiet Het Twiske; dessen Pflege teilt die Gemeinde sich mit Zaanstad, Oostzaan und Amsterdam.
Landsmeer ging 1968 eine Kommunalpartnerschaft mit der nordrhein-westfälischen Gemeinde Lieberhausen ein. Als die oberbergische Gemeinde bei den Kommunalreformen aufgelöst und ihr nördlicher Teil nach Gummersbach, ihr südlicher Teil um Wiedenest-Belmicke-Pernze nach Bergneustadt eingegliedert wurde, führte Bergneustadt die Städtepartnerschaft fort. Seit 1986 besteht eine Partnerschaft mit dem französischen Châtenay-Malabry.

## Ortsteile
- Landsmeer
- Den Ilp
- Purmerland

## Politik

### Sitzverteilung im Gemeinderat
Seit 1982 wird der Gemeinderat von Landsmeer folgendermaßen gebildet:
| Partei                           | Sitze | Sitze | Sitze | Sitze | Sitze | Sitze | Sitze | Sitze | Sitze | Sitze | Sitze |
| Partei                           | 1982  | 1986  | 1990  | 1994  | 1998  | 2002  | 2006  | 2010  | 2014  | 2018  | 2022  |
| -------------------------------- | ----- | ----- | ----- | ----- | ----- | ----- | ----- | ----- | ----- | ----- | ----- |
| Lokaal Landsmeer a               | –     | –     | –     | –     | –     | –     | –     | –     | 1     | 3     | 4     |
| D66                              | 1     | 1     | 3     | 3     | 1     | 1     | 1     | 2     | 4     | 3     | 3     |
| VVD                              | 4     | 3     | 4     | 3     | 4     | 2     | 4     | 5     | 3     | 3     | 2     |
| GroenLinks                       | –     | –     | 2     | 0     | 1     | 1     | 1     | 1     | –     | 2     | 2     |
| Positief Landsmeer b             | –     | –     | –     | –     | –     | –     | –     | 2     | 3     | 2     | 2     |
| PvdA                             | 3     | 5     | 3     | 4     | 4     | 2     | 5     | 4     | 2     | 1     | 1     |
| CDA                              | 2     | 2     | 2     | 2     | 1     | 2     | 1     | 1     | 2     | 1     | 1     |
| Lijst Hop en Honing              | –     | –     | –     | –     | –     | –     | –     | –     | –     | –     | 0     |
| Gemeentebelangen b               | –     | –     | 1     | 3     | 4     | 6     | 2     | –     | –     | –     | –     |
| Politieke Vereniging Landsmeer b | –     | –     | –     | –     | –     | –     | 1     | –     | –     | –     | –     |
| VIP2002                          | –     | –     | –     | –     | –     | 1     | –     | –     | –     | –     | –     |
| Lijst Van den Berg               | –     | –     | –     | –     | –     | 0     | –     | –     | –     | –     | –     |
| Progressief Landsmeer            | –     | 2     | –     | –     | –     | –     | –     | –     | –     | –     | –     |
| Lijst Fontaine                   | –     | 0     | –     | –     | –     | –     | –     | –     | –     | –     | –     |
| PSP                              | 2     | –     | –     | –     | –     | –     | –     | –     | –     | –     | –     |
| CPN                              | 2     | –     | –     | –     | –     | –     | –     | –     | –     | –     | –     |
| PPR                              | 1     | –     | –     | –     | –     | –     | –     | –     | –     | –     | –     |
| Gesamt                           | 13    | 13    | 15    | 15    | 15    | 15    | 15    | 15    | 15    | 15    | 15    |

Anmerkungen

### Städtepartnerschaften
Landsmeer pflegt Städtepartnerschaften mit
- Bergneustadt, Deutschland, seit 1968
- Châtenay-Malabry, Frankreich, seit 1986

Bergneustadt und Châtenay-Malabry sind ihrerseits seit 1967 verbunden.

## Bilder

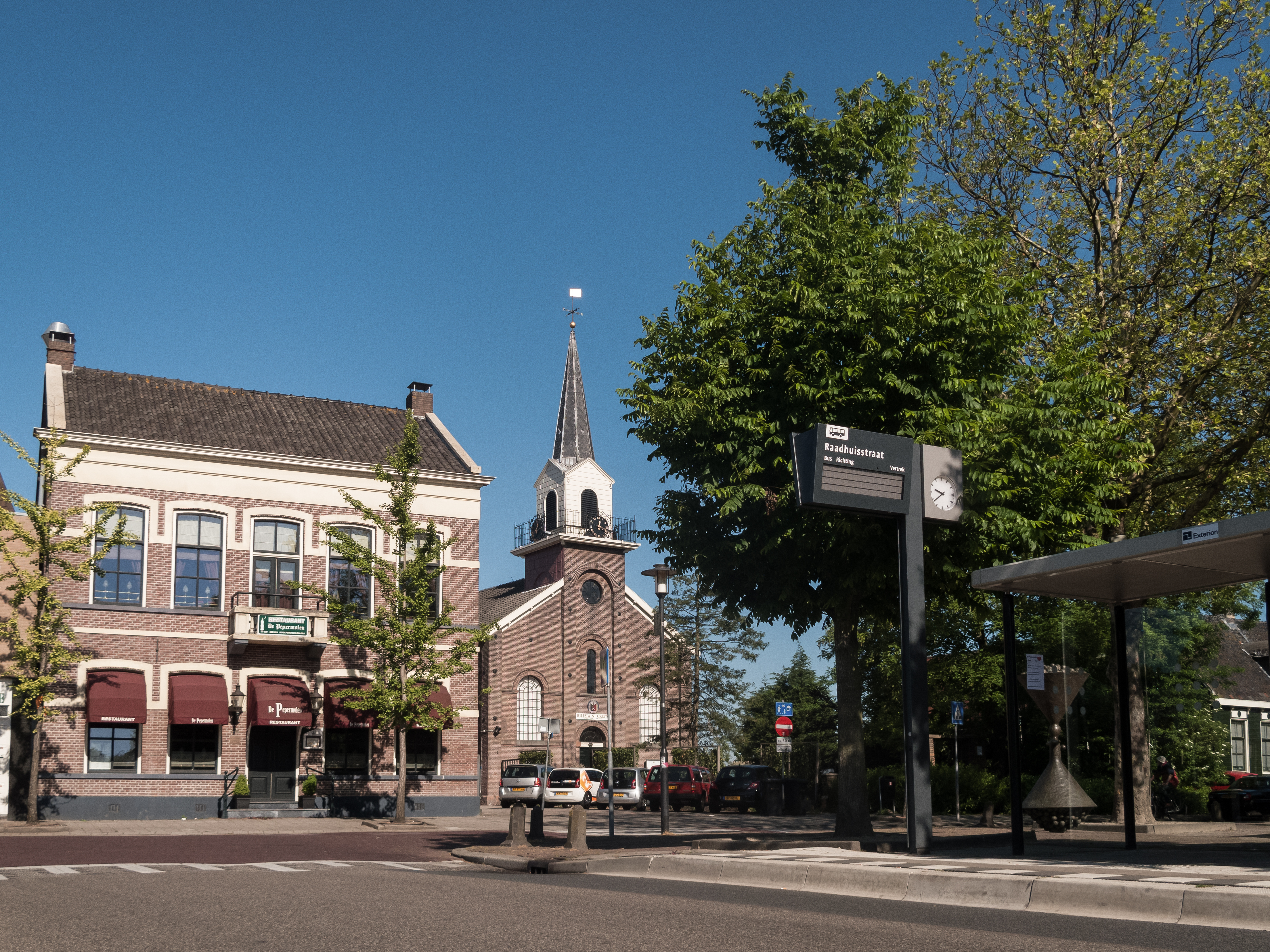
Restaurant und reformierte Kirche
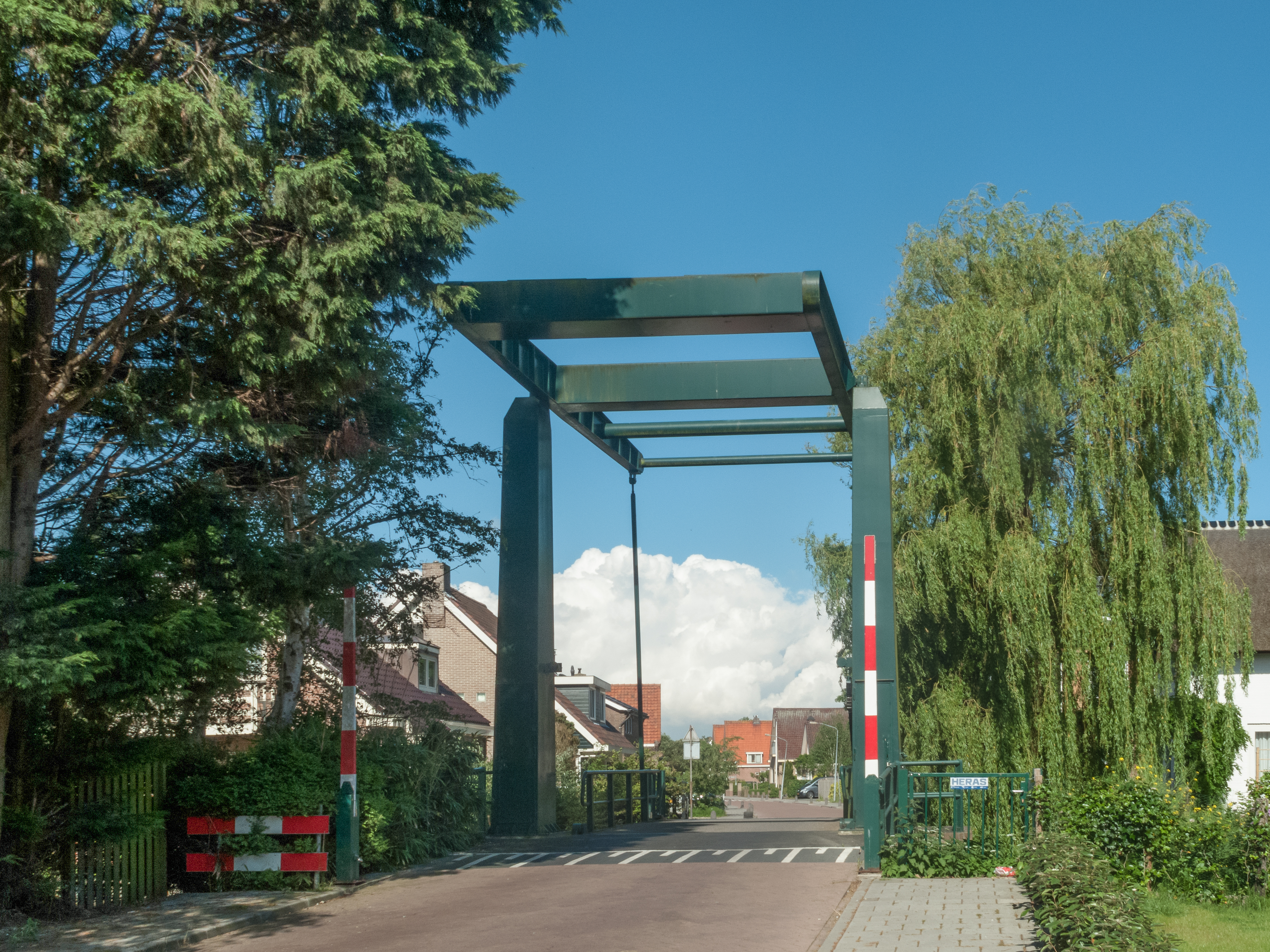
Zugbrücke: de Kleine Zijlbrug
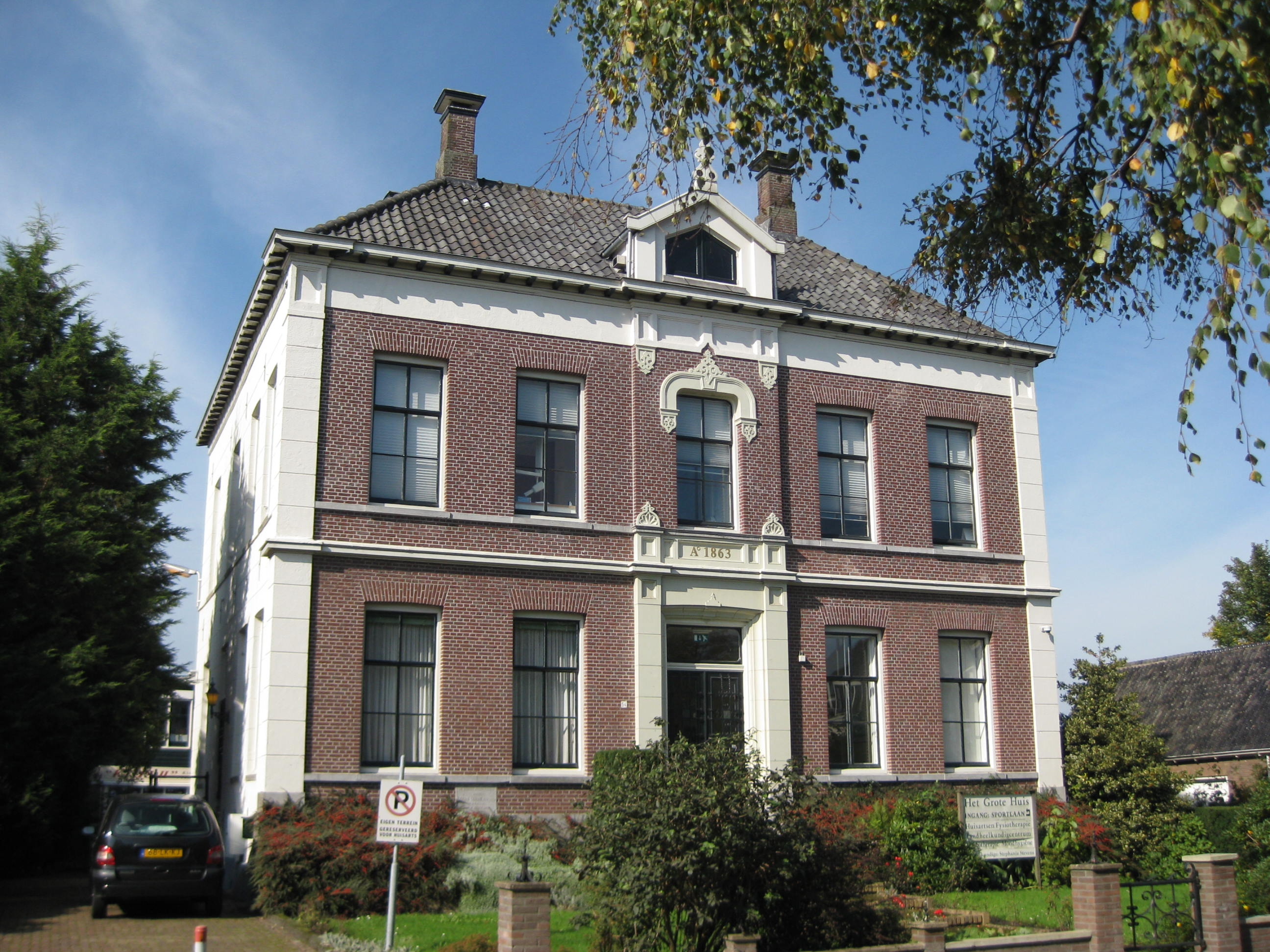
Haus Dorpsstraat Nr. 54

## Töchter und Söhne der Gemeinde
- Sam Olij (1900–1975), Boxer und Kollaborateur
- Jan Olij (1920–1996), Boxer und Kriegsverbrecher
- Jacob Oudkerk (1937–2024), Radrennfahrer
- Cor Bakker (* 1961), Pianist
- Maxime Kretschmer (* 1994), Handballspielerin